# J.P.E. Hartmann
J.P.E. Hartmann (kort for Johan Peter Emilius Hartmann; født 14. maj 1805 i København, død 10. marts 1900 sammesteds) var tredje generation i Hartmannslægten og en af Danmarks betydeligste komponister. Korværket Vølvens spådom er optaget i Kulturkanonen. Han var far til billedhuggeren Carl Hartmann og komponisten Emil Hartmann.
Skønt søn af en musiker og af en kantor var det meningen, at Hartmann skulle være embedsmand, men allerede som barn lærte han at spille både violin, klaver og orgel. C.E.F. Weyse bemærkede hans talent og fik udvirket, at han fik lov til at drive sin musik mere planmæssig. Sin musikalske debut fik han som 15-årig og fik ansættelse som organist allerede som 19-årig. Han færdiggjorde imidlertid sin uddannelse og fik også embedshverv som sekretær ved den borgerlige indrulleringskommission, hvilket hverv han beholdt til borgervæbningens afskaffelse. Men både hans ægteskab og en udlandsrejse bragte ham tilbage til musikken.
Hartmanns kompositioner var talrige - langt over hundrede - og yderst mangesidige, spændende fra melodier til sange og salmer over operaer til lejlighedsmusik, herunder til store begivenheder i samtiden, fx sørgekantater og/eller sørgemarcher over Frederik 6., Christian 8. og Frederik 7., Thorvaldsen, Oehlenschläger, Weyse, N.P. Nielsen, Orla Lehmann. En hel række kantater er skrevne for at fejre jubelfester og andre mindeværdige begivenheder i samtiden. Kendetegnende for hans kompositioner er hans originalitet.
Hartmann blev beæret med adskillige hædersbevisninger og regnes som den højest dekorerede danske komponist nogensinde. En statue af ham lavet af August Saabye blev i 1905 opsat på Sankt Annæ Plads i København.

## Liv

### Barndom
J.P.E. Hartmann var søn af organisten, violonisten og komponisten August Wilhelm Hartmann og Christiane Wittendorff, datter af kantor Wittendorff i Fredensborg. Hartmanns fader anså dog musikken for et lidet attråværdigt livskald, og han blev derfor efter sin fætters, professor F.C. Sibberns råd sat i Borgerdydskolen i København under rektor Nielsen, hvor han i mange år sad side om side med senere biskop P.C. Kierkegaard. Til fornøjelse og tidsfordriv fik han dog, som forældrenes eneste barn, timer i violinspil af en af faderens kolleger nede fra kapellet. På klaveret fandt han sig selv nogenlunde til rette. Når der så om aftenen blev spillet derhjemme, fik også den lille søn sin stemme med i laget til største fryd for sig selv. Også op til orgelet i Garnisons Kirke fulgte den lille dreng sin fader, det store, mægtige instrument kunne ikke andet end virke fristende på ham. Således forløb barndomstiden, delt mellem skolen, musikken og legene med de glade kammerater. Blandt de sidste befandt sig ingen ringere end den omtrent jævnaldrende prins Frederik, den senere Frederik 7., hos hvem Hartmanns moder en tid lang var ansat som kammerfrue.
Planen var, at Hartmann skulle være student og kandidat og gå embedsvejen, et mål, som også i virkeligheden blev nået. Allerede tidlig viste der sig imidlertid bebudere om, at den unge mands livskald skulle gå i en helt anden retning. Navnlig orgelet lokkede ham. Hjulpet af faderens anvisninger og af eget nemme, satte han sig snart i fortroligt forhold til manualerne allerede inden hans ben endnu var lange nok til at nå pedalerne. Da faderen havde meget at gøre, var det naturligt, at sønnen ved lejlighed hjalp til ved orgelet. Weyse lagde mærke til drengen og fik udvirket, at denne fik lov til at drive sin musik mere planmæssig. For bedre at nå dette blev han taget ud af skolen og læste privat. Begge dele, musik og Studier, trivedes fortræffelig. Allerede som skoledreng, kun 15 år gammel, havde Hartmann sin musikalske debut. Det var som violinspiller, idet han sammen med den omtrent jævnaldrende August Bournonville spillede en koncert for to violiner (af Moralt) i "Selskabet for Musikkens Udbredelse".

### Ungdom
Student blev Hartman to år efter i 1822, og kun to år senere, i 1824, modtog han i en alder af 19 år sin første offentlige udnævnelse som fast organist i Garnisonskirken. Det påfølgende år faldt hans debut som komponist, karakteristisk nok en kantate med den betegnende titel "Orglets Pris" (tekst af Oehlenschläger), opført ved en koncert i Garnisonskirken. Men denne kantate var allerede den 20-årige komponists opus 5! Hartmanns livsbane var nu given, men studierne forsømte han ikke. I 1827 og 1828 tog han jur. attestats med laud, og de samme to år modtog han udnævnelsen til to ny embeder, et musikalsk og et borgerligt: til lærer i klaver og harmonilære ved det af Siboni ledede Musikkonservatorium (forskole til teateret), samt til sekretær ved den borgerlige indrulleringskommission, det første og eneste trin på Hartmanns embedsstige. Han beklædte dette embede uafbrudt indtil Borgervæbningens ophævelse 1870. Han modtog det nærmest for at kunne stifte sit eget hjem. Året efter, i 1829, giftede han sig med den højt begavede Emma Sophie Amalie Zinn, datter af den rige og for sin musikalskhed bekendte handelsherre, agent Zinn. Selv var hun et betydeligt musiktalent, hvis sange (udgivne under pseudonymet Fr. Palmer) hører til det fineste og smukkeste, dansk romancelitteratur har frembragt. Hun blev moder til alle Hartmanns børn.

### Voksende anseelse og europæiske kontakter
Nogle år efter sit ægteskab gjorde Hartmann Marschner’s personlige bekendtskab i København, et bekendtskab, som i mange retninger skaffede Hartmann friske impulser ude fra. For en del påvirket af disse drog han 1836 udenlands, til Berlin, hvor han traf Spontini og Devrient, til Leipzig med Moritz Hauptmann, til Dresden, Prag, Wien og München med Franz Lachner. Rejsen skulle være gået videre til Italien, men på grund af koleraen rejste Hartmann i stedet for til Paris, gjorde bekendtskab med Chopin, med Paér, Cherubini og Rossini. Tilbagevejen lagdes over Kassel, hvor Spohr viste Hartmann megen interesse. En symfoni (G-moll), han viste Spohr, fik af denne attest for at høre til samtidens bedste frembringelser.
De i udlandet knyttede kunstneriske og personlige forbindelser blev efter Hartmanns hjemkomst ikke forsømte. Der var i disse år i det hele taget chancer for Hartmann som komponist i Tyskland, flere af hans værker blev trykte på tysk forlag og blev modtagne med megen anerkendelse, blandt andet af en så fremragende kritiker som Robert Schumann (i "Neue Zeitschrift für Musik").
Den ofte gentagne sætning, at Hartmanns musik kun har fundet jordbund i hans fødeland, er derfor ikke rigtig. Hartmann var tværtimod en række år godt i gang med at vinde fodfæste i Tyskland, og det endda med værker, som i forhold til det, han senere har skrevet, ikke er af så stor betydning: flere tyske sange, adskillige klaverstykker, hvor imellem "Kapricerne", tilegnede dels Marschner, dels Mendelssohn, en violinsonate og endelig, det betydeligste, den såkaldte "Prissonate", belønnet ved en konkurrence i Hamborg. Men midt under al denne fremgang udbrød krigen 1848, og forholdet til Tyskland blev afbrudt og aldrig knyttet igen for alvor. Kun såre lidt af Hartmann blev i det hele opført i udlandet: Spohr opførte hans første symfoni i Kassel, ouverturen til "Hakon Jarl" blev spillet flere gange i Gewandhaus i Leipzig, Liszt opførte "Liden Kirsten" i Weimar, endelig blev "Dryadens Bryllup" givet i Lissa i Posen, det var alt. At Hartmann imidlertid i sin kraftigste manddomsalder således blev skilt fra forbindelserne mod syd, har uden tvivl ikke været uden betydning for originaliteten og det stærkt udviklede personlighedsmærke i den produktion, der fulgte efter.

### Hartmann og musiklivet i København
I slutningen af 1830-erne begyndte der at røre sig et kraftigere musikliv i København: i 1836 stiftedes Musikforeningen, i hvis ledelse Hartmann tog del lige fra begyndelsen af, i 53 år (1839—1892) som formand. Ligeledes til Studentersangforeningen (stiftet 1839) blev Hartmann tidligt knyttet, en forbindelse, der med årene voksede i styrke og inderlighed. I 1843 blev han efter Weyse’s død dennes selvskrevne efterfølger som organist ved Vor Frue Kirke. En af hans første bedrifter i denne stilling var hans storslåede sørgemarch ved Thorvaldsens begravelse. I øvrigt gik hans liv stille og roligt, uden stærke brydninger, mens kunstneren i ham voksede. Kun få sorger ramte ham i hans huslige lykke, den største, da han i 1851 mistede sin hustru. Fire år efter ægtede han Thora Camilla Jacobsen, der havde været nær knyttet til det Zinn’ske Hus. Hun blev ham en forstående og trofast livsledsagerinde lige til sin død i 1889. I hans ydre forhold skete der ingen større forandringer. Da det ny musikkonservatorium stiftedes 1867, blev Hartmann tillige med Niels W. Gade og H.S. Paulli ifølge fundatsen medbestyrer af dette. Professortitlen havde han allerede siden 1849, Københavns Universitet udnævnte ham ved hans 50 års organistjubilæum 1874 til æresdoktor. Rask og rørig, i besiddelse af en forunderlig ånds- og legemsfriskhed, bestandig producerende som komponist og varetagende sine mange embeds- og tillidshverv, levede Hartmann lige indtil sin Død, 95 år gammel, elsket og hædret som få.

### Slægten
Hartmann-slægten i musikkens og kunstens tjeneste omfatter farfaderen komponisten Johann Hartmann, der indvandrede fra Tyskland, onklen Johan Ernst Hartmann, faderen August Wilhelm Hartmann samt J.P.E. Hartmanns søn, komponisten Emil Hartmann. Dertil kan lægges, at datteren Sophie giftede sig med komponisten Niels W. Gade og en anden datter Clara med komponisten August Winding. Komponisten Niels Viggo Bentzon, hans søn jazzpianisten Nikolaj Bentzon samt den belgiske komponist Jean Pierre Waelbroeck udgør de seneste skud på stammen. Emil Hartmanns datter Bodil Hartmann gift de Neergaard, holdt fra 1885 til 1959 musikalske sammenkomster på herregården Fuglsang mellem Nykøbing Falster og Nysted på Lolland. Her deltog bl.a. Edvard Grieg og Carl Nielsen. Dertil kan man nævne Bodils broder Oluf Hartmann, der var maler, og til hvis begravelse Carl Nielsen skrev Ved en ung kunstners båre, Niels Viggo Bentzons to fætre Jørgen og Johan samt N.W. Gades søn af 2. ægteskab, Axel Gade. De var alle tre noget ved musikken.

## Musik
Igennem sit lange liv oplevede Hartmann store skift i de herskende musikalske stilarter, og det påvirkede hans egne kompositioner. Hans tidligste værker tilhørte den wienerklassicistiske stil, og mod karrierens slutning endte han i den senromantiske stil. Samtidig kan man finde en nordisk tone i meget af hans musik.
Hartmann skrev musik meget tidligt. De første bevarede kompositioner er fra hans tidligste tid som organist, hvor han var omkring 20 år.
Som kunstner dannede Hartmann væsentlig sig selv, Elev af nogen bestemt kan man i hvert fald ikke kalde ham. Lige som han i sin barndom var henvist til for en del selv at finde sig til rette på klaveret og orgelet, således erhvervede han sig også ved eget nemme kundskaber i harmoni- og kompositionslære. Han har selv fortalt, at han som barn fandt sin kæreste læsning i det Nye Testamente og Gottfried Weber’s Harmonilære! Først, da han senere som ungt menneske skulle til at være lærer for andre, fik han plan og system i sin viden. Weyse er undertiden, men med urette, nævnt som Hartmanns lærer, men både med denne og med Kuhlau kom Hartmann i et nært personligt forhold. Den eneste, Hartmann mener at skylde noget som lærer, og da navnlig i retning af instrumental kundskab, er den blinde organist P. Jensen, hvis smukke musik til "Væringerne i Miklagaard" benyttes ved opførelserne af denne tragedie.

### Værker
På ydre begivenheder var Hartmanns liv ikke rigt. Begivenhederne i hans liv var hans værker. Her kan ikke gives nogen indgående redegørelse for dem, blot i ydre antal løber de op til langt over de hundrede. Det må være tilstrækkeligt her at fremhæve de vigtigste værker med angivelse af den tid, da de er fremståede, og at søge grundlinierne for Hartmanns produktion. De samler sig omkring fire store hovedgrupper, hvoraf man kunne betegne den ene som almen "europæisk", den anden som "nordisk", den tredje som ingen af delene (som "Hartmann’sk", om man vil), mens den fjerde gruppe udgøres af lejlighedskompositionerne. Ejendommeligt er det, at der i grunden ikke består nogen kronologisk rækkefølge mellem disse hovedgrupper, de følger tværtimod så nogenlunde jævnsides med hinanden, så man ikke bestemt kan afgøre, når den ene hører op, og når den anden begynder. Tagne i meget store træk, kan man dog med en vis ret sige, at værkerne af den "europæiske" gruppe er stærkest fremme i Hartmanns første tid, mens de af den "nordiske" gruppe har overtaget i den senere periode.

#### Europæisk musik
Til den "europæiske" gruppe hører navnlig en stor del af værkerne fra 1830'erne og 1840'erne, de to operaer Ravnen fra 1832 med tekst af H.C. Andersen og Korsarerne fra 1835 med tekst af Henrik Hertz, musikken til Carl Borgaards drama Undine fra 1842, Prissonaten, sonater for klaver og violin, forskellige sange, til dels med tyske tekster, samt en række klaverstykker (klaverværkerne samlede udgør 4 bind). Et broget skue af forskellige stilretninger og impulser, blandede med mange originale træk og med geniale glimt! Om to hinanden vidt forskellige midtpunkter kredser her den unge Hartmannske genius: om det romantiske Tyskland og det elegante Frankrig, om Spohr og om Auber! Afstanden mellem disse to forbilleder viser elasticiteten i hans unge kraft. Også fra Weber og senere fra Schumann fornemmer man pustet. Til det nu ukendte hører Hartmanns tidligste værker, hans opus 2, en kvartet for piano, to violiner og violoncel, samt hans to symfonier (henholdsvis g-mol 1835, tilegnet Spohr, og E-dur 1848). Hans opus 1 var en fløjtesonate.

#### Nordisk musik
Den nordiske gruppe spalter sig i to sideordnede og sideløbende grupper, hvoraf man kan kalde den ene for "den fællesnordiske", den anden for "den danske". Den første af disse er den største i omfang og den betydeligste i indhold, er også den, Hartmann er kommen tidligst til og har holdt længst ved med. At mange af værkerne fra denne og den følgende gruppe er komponerede ganske samtidig med dem i den foregående "europæiske" gruppe, viser den sjældne fylde og alsidighed i Hartmanns fantasiliv. Herhen hører: "Guldhornene" fra 1832, musikken til "Olaf den Hellige" fra 1838, med "Slaget ved Stiklestad" og "Bjarkemaal", ouverturen til "Hakon Jarl" fra 1844, mellemaktsmusikken 1857, balletterne "Valkyrien" fra 1861 og "Thrymskviden" fra 1868, "Vølvens Spaadom" fra 1872 — i de nævnte to geniale værker kulminerer denne gruppe — og musik til Oehlenschläger’s "Yrsa" fra 1883, alle monumentale værker, der udgør kernen i Hartmanns produktion. Til denne gruppe hører endvidere balletten "Arkona" fra 1875.
Den særlig "danske" undergruppe står til den foregåendes djærve kraft og barske vildhed med blødere omrids og mildere farvetoner, dog ingenlunde derfor mindre fantasifuld. I musikken til Heiberg’s "Syvsoverdag" fra 1840 indgår tværtimod middelalderlig højromantik fra Valdemarernes dage og dansk spidsborgerlighed fra Frederik 6.s tidsalder en forbindelse af højst fantastisk virkning; ikke mindre fantastisk er den groteske troldemusik til "Et Folkesagn" fra 1854; Ouverturen "Axel og Valborg" fra 1856 hører til denne gruppe, og frem for noget operaen "Liden Kirsten" fra 1846 med tekst af H.C. Andersen, en genial musikalsk efterdigtning af den danske folkevise. Mindre i omfang, men ikke i typisk Hartmann’ske egenskaber, er den herlige lille idyl "En Sommerdag" fra 1854, en genfødelse af den danske folkevise som koncertstykke, fremdeles den sprudlende ungdomsfriske "Foraarssang" fra 1871 med de bekendte, for Hartmanns hele virken så betegnende strofer "Aldrig er Ungdomstiden forbi".

#### Hartmannske musik
Den tredje hovedgruppe gøres nødvendig, fordi Hartmanns produktion dog er alt for omfattende og alsidig til i sin helhed at kunne få plads selv inden for de foregående, ret rummelige rammer. Værker af højst forskelligt indhold og stil hører herhen. Vi har de for Hartmanns kyske muse mærkelig glødende Salomon- og Sulamith-sange fra 1850, den plastisk formede Orgelsonate i G-moll fra 1855 og andre orgelkompositioner (to fantasier samt "Langfredag-Paaskemorgen"), det store korværk "Dryadens Bryllup" fra 1858, ouverturen "Correggio" fra 1858, det sydlandsk duftende korstykke "I Provence" fra 1869, David’s 115. Salme fra 1871 med sin dybe mystik, et af Hartmanns mærkeligste stykker, trods sin korthed —, det dramatisk anlagte korstykke "Foran Sydens Kloster" fra 1872, korstykkerne "Luther paa Wartburg" fra 1884, og det i hans høje alderdom skrevne, friske "Hellig tre Kongers Kvad" fra 1894, dertil a-cappella-kor til Musikforeningen, Koncertforeningen og Cæciliaforeningen. Man vil lægge mærke til, at denne tredje hovedgruppe vokser stærkt, efterhånden som Hartmann blev ældre: hans produktion er i stigende mål bleven friere, føler sig ikke bunden til det på forhånd givne stilpræg.

#### Lejlighedskompositioner
Sluttelig kommer endnu en stor gruppe, som omfatter lejlighedskompositionerne. Ingen har været taget i brug som lejlighedskomponist som Hartmann, og ingen har som han vist evne til at lade sin tonedigtning poetisk befrugte af de i øjeblikket rådende stemninger og ideer. Der har i Hartmanns levetid ikke været den sørgefest, ikke den mindefest eller glædesfest eller det jubilæum, hvortil Hartmann ikke beredvillig har givet sit tonende bidrag. Hans værker udgør her en slags Danmarkshistorie i toner. Over hver af de konger, hvis hedengang han har oplevet i sit lange liv, har han skrevet sørgekantater, over Frederik 6., Christian 8. og Frederik 7., desuden en Sølvbryllupskantate til Christian 8. samt en sørgemarch i anledning af denne konges død. Nationens store afdøde mænd har Hartmann hædret ved sørgemarcher eller sørgesange: Thorvaldsen, Oehlenschläger, Weyse, N.P. Nielsen, Orla Lehmann. En hel række kantater er skrevne for at fejre jubelfester og andre mindeværdige begivenheder: Efterslægtselskabets jubelfest 1836, indvielsen af Studenterforeningens bygning 1863, indvielsen af Universitetets Solennitetssal 1866, studentermødet i Kristiania 1869, kronprinsens formæling 1869, Universitetets 400 års jubilæum 1879, Musikforeningens jubilæum 1886, Christian 9.s regeringsjubilæum 1888, Koncertpalæets indvielse 1889, kongeparrets guldbryllupsfest 1892. Endelig må Hartmann ikke glemmes som studenternes sanger og som komponist af henved 100 salmer og åndelige viser. En samling "liturgisk musik" er fremgået af hans virksomhed i Frue Kirke.

#### Teatermusik
Hartmann fuldførte i sit liv tre operaer:
- Ravnen med tekst af H.C. Andersen (1832)
- Korsarerne med tekst af Henrik Hertz
- Liden Kirsten med tekst af H.C. Andersen (1846)

Han skrev scenemusik til en lang række skuespil af digtere som Adam Oehlenschläger, Johan Ludvig Heiberg og H.C. Andersen. Hertil kommer et langvarigt samarbejde med August Bournonville om balletmusik, heriblandt Valkyrien, Thrymksviden, Arcona, og 2. akt af Et Folkesagn.

#### Sange
Han skrev musik til mange sange, deriblandt de smukke Sulamith og Salomon sange, efter Ingemann, eller blandt de mest kendte:
- Flyv, Fugl, Flyv
- I Sne staar Urt og Busk i Skjul
- Lær mig, Nattens Stjerne
- Sange i Wikisource

#### Kirkerelateret musik
Som musiker virkede han i en menneskealder som organist, men skrev kun få – men betydelige – værker for orgel. Han var en dygtig improvisator, men skrev ikke sine improvisationer ned. Til gengæld har han skrevet mange kirkelige vokalværker omfattende værker for solostemme med enkel akkompagnement til store værker med kor og orkester.
Flere af Hartmanns salmemelodier bruges stadig til salmer i Den Danske Salmebog, heriblandt disse:
- Til himlene rækker din miskundhed, Gud[6]
- Blomstre som en rosengård[7]
- Julebudet til dem, der bygge[8]
- Op dog, Zion! ser du ej[9]

### Musikalsk eftermæle
Med sin centrale placering i dansk musik i det 19. århundrede kom Hartmann til at påvirke mange yngre komponister. Han blev mod slutningen af sit liv betragtet som den musikalske inkarnation af den danske folkesjæl, og blandt de mest markante af de komponister, der er påvirket af ham, er Peter Erasmus Lange-Müller, Edvard Grieg og Carl Nielsen.
Han er begravet ved Garnisons Kirke.

## Hæder
J.P.E. Hartmann blev Ridder af Dannebrog 1840, Dannebrogsmand 1852, Kommandør af 2. grad 1874, af 1. grad 1884, modtog Storkorset 1886, i diamanter 1895 og Fortjenstmedaljen i guld 1885. Hartmann er således den højest dekorerede danske komponist nogensinde.
I 1905 rejstes en statue af Hartmann, udført af August Saabye, på Sankt Annæ Plads i København, og omkring Første Verdenskrig opkaldtes J.P.E. Hartmanns Allé i Valby efter ham.